# Zeiformes
Zeiformes é uma pequena ordem de peixes actinopterígeos, conhecidos de forma geral como peixes-galo. Nela se incluem 40 espécies, distribuidas por sete famílias.
Os zeiformes são exclusivamente marinhos e a maioria são espécies que habitam o fundo oceânico. O grupo divergiu da ordem Gasterosteiformes no Miocénico.
O peixe comumente conhecido em Portugal como “peixe-galo” é o Zeus faber, da família Zeidae (na imagem ao lado).

## Famílias
- Subordem Zeioidei
  - Cyttidae
  - Grammicolepididae
  - Oreosomatidae
  - Parazenidae
  - Zeidae
  - Zenionidae
- Subordem Caproidei
  - Caproidae - advins